# Kalophrynus palmatissimus
Kalophrynus palmatissimus és una espècie de granota que viu a Malàisia.
Està amenaçada d'extinció per la pèrdua del seu hàbitat natural.